# 梁春长
梁春长（1995年4月28日—），越南足球运动员，司职中场，为越南国家足球队队员。現效力於越南足球甲級聯賽 球隊海防。
梁春长是一名越南足球运动员，现效力于韩国江源FC足球俱乐部。梁春长毕业于嘉莱黄莺-阿森纳足球学院，是越南第一名加盟韩国职业联赛的球员。
在2016年10月6日的一场对阵朝鲜队的友谊赛中，梁春长打入了自己在越南国家队的处子球。

## 職業生涯
2019年，梁春長加盟了泰國足球超級聯賽的武里南聯足球俱樂部